# El Pueblito (San Javier)
El Pueblito es una localidad argentina ubicada en el municipio de Villa de Las Rosas, Departamento San Javier, Provincia de Córdoba. Se encuentra 6 km al sudoeste de la cabecera municipal, sobre la Ruta que vincula Las Rosas y Villa Dolores con San Javier. Es una villa turística, se destaca por ser destino de 2 de los circuitos de senderismo  más conocidos de la zona.

## Población
Integra el componente Villa de Las Rosas, que a su vez integra el aglomerado denominado Villa Dolores - Villa Sarmiento - San Pedro - Villa de las Rosas cuya población total de 46,780 habitantes (Indec, 2010), siendo el centro urbano más grande del Valle de Traslasierra.

## Sismicidad
La sismicidad de la región de Córdoba es frecuente y de intensidad baja, y un silencio sísmico de terremotos medios a graves cada 30 años en áreas aleatorias. Sus últimas expresiones se produjeron:
- 22 de septiembre de 1908 (116 años), a las 17.00 UTC-3, con 6,5 Richter, escala de Mercalli VII; ubicación 30°30′0″S 64°30′0″O / -30.50000, -64.50000; profundidad: 100 km; produjo daños en Deán Funes, Cruz del Eje y Soto, provincia de Córdoba, y en el sur de las provincias de Santiago del Estero, La Rioja y Catamarca[4]

- 16 de enero de 1947 (78 años), a las 2.37 UTC-3, con una magnitud aproximadamente de 5,5 en la escala de Richter (terremoto de Córdoba de 1947)[3]

- 28 de marzo de 1955 (69 años), a las 6.20 UTC-3 con 6,9 Richter: además de la gravedad física del fenómeno se unió el desconocimiento absoluto de la población a estos eventos recurrentes (terremoto de Villa Giardino de 1955)

- 7 de septiembre de 2004 (20 años), a las 8.53 UTC-3 con 4,1 Richter

- 25 de diciembre de 2009 (15 años), a las 21.42 UTC-3 con 4,0 Richter